# Mossaka
Mossaka es una localidad de la República del Congo, constituida administrativamente como un distrito del departamento de Cuvette en el centro-norte del país.
En 2011, el distrito tenía una población de 25 636 habitantes, de los cuales 12 400 eran hombres y 13 236 eran mujeres.
Fue fundada en 1913 por una orden del gobernador del África Ecuatorial Francesa para dar a la circunscripción de Fort-Rousset un puerto fluvial en el río Congo. La localidad solamente es accesible por vía fluvial y basa casi toda su economía en la pesca, siendo conocida en el país como la "capital del pescado". Como consecuencia de crecidas excepcionales del río en 1982 y 2001, se han llevado a cabo dragados en este tramo para evitar inundaciones. En el siglo XXI ha sufrido problemas económicos por la sobrepesca.
Se ubica en la orilla occidental del río Congo, que en este tramo marca la frontera con la República Democrática del Congo, unos 500 km río arriba de la capital nacional Brazzaville. Junto a la localidad se produce la desembocadura conjunta del río Likouala-Mossaka y el río Sangha.